# عبد السلام الغرباني
 عبد السلام الغرباني ؛ مواليد 1 ديسمبر 1976 في اليمن، هو لاعب كرة قدم يمني لعب لنادي شعب إب ومنتخب اليمن لكرة القدم.

## روابط خارجية
- عبد السلام الغرباني على موقع الاتحاد الدولي (مؤرشف)  (الإنجليزية)
- عبد السلام الغرباني على موقع ناشيونال فوتبول تيمز (الإنجليزية)